# Mainkorrektion bei Grafenrheinfeld

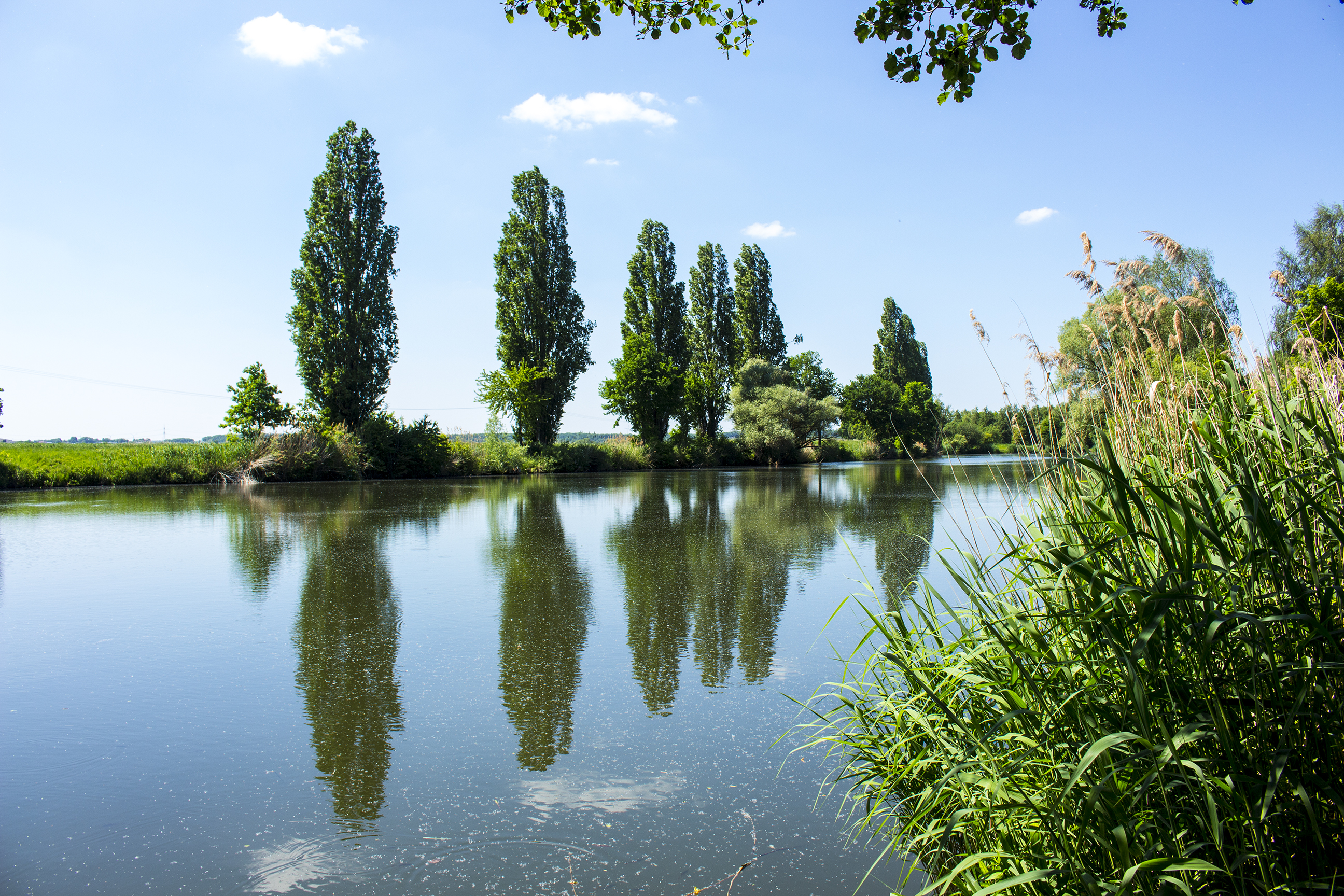
Hauptstrom des Mains bis zur Mainkorrektion 1823, seitdem Altwasser in der Altmainschleife Süd

Im Jahre 1823 wurde der Main südlich von Schweinfurt, im Raum Grafenrheinfeld, durch die Mainkorrektion der Bayerischen Staatsregierung begradigt. Dieser Mainabschnitt befindet sich heute größtenteils auf dem Gebiet des Landkreises Schweinfurt und in einem kleinen Bereich in der kreisfreien Stadt Schweinfurt.

## Beschreibung
Insgesamt wurden vier aufeinanderfolgende Durchstiche umgesetzt. Dadurch wurden drei Mainschleifen des einstigen Hauptstroms zu Altwassern, während die aus Richtung Schweinfurt mainabwärts gesehen erste Mainschleife bei Oberndorf zwischenzeitlich komplett verlandet ist. Die zweite Mainschleife wird heute als Altmainschleife Nord und die dritte als Altmainschleife Süd bezeichnet. Beide liegen bei Grafenrheinfeld.
Der vierte Durchstich südwestlich von Bergrheinfeld war nur sehr kurz.
Vorläufer der heutigen Maindeiche bei Grafenrheinfeld und Bergrheinfeld wurden an selber Stelle angelegt, die dem begradigten Main folgten. Der innenliegende Ringdeich von Grafenrheinfeld wurde funktionslos.

## Auswirkungen
Die Gefahr durch ständige Dammbrüche und Überschwemmungen Grafenrheinfelds wurde gebannt, die Fließgeschwindigkeit des Mains erhöht und die selbständige Freispülung des Strombetts sichergestellt.

## Weitere Durchstiche
Weitere Durchstiche wurden vor 1836 unweit südlich bei Heidenfeld und Hirschfeld unternommen. Beide befinden sich ebenfalls im Landkreis Schweinfurt.

## Gegenwart
Der Mainabschnitt bei all diesen Durchbrüchen ist heute Bestandteil der Bundeswasserstraße im Rahmen der Rhein-Main-Donau-Großschifffahrtsstraße.